# Стамбул. Город воспоминаний
«Стамбул. Город воспоминаний» (тур. İstanbul: Hatıralar ve Şehir) — изданная в 2003 году книга турецкого писателя Орхана Памука, представляющая собой преимущественно автобиографические мемуары, отличающиеся глубокой меланхолией. В ней рассказывается об огромных культурных изменениях, потрясших Турцию, — о бесконечной битве между современностью и уходящим прошлым. Книга также служит панегириком утраченной традиции жить вместе большими семьями. Центральное место в повествовании занимают рассказы о Босфоре и истории Стамбула, связанной с этим проливом.
Памук написал книгу, когда находился на грани депрессии. В одном из своих интервью он вспоминал:
Моя жизнь из-за стольких вещей пребывала в кризисе. Я не хочу вдаваться в их подробности: развод, смерть отца, проблемы в профессии, проблемы с этим, проблемы с тем, всё было плохо. Я решил, что если я буду слабым, у меня появится депрессия. Но каждый день я просыпался, принимал холодный душ, садился, вспоминал и писал, всегда уделяя внимание красоте книги.
Члены его семьи были рассержены из-за того, как Орхан изобразил их в своей книге, особенно его брат Шевкет. Памук признался, что потерял его из-за этой работы, и согласился с мнением, что, возможно, он также задел чувства своей матери.
Личные воспоминания Памука в «Стамбуле. Городе воспоминаний» переплетаются с литературными очерками о писателях и художниках, так или иначе связанных со Стамбулом. Писатель посвятил целую главу рассказу об Антуане Игнасе Меллинге, французско-немецком художнике XIX века, делавшем гравюры преимущественно с видами Стамбула. Любимые стамбульские писатели Памука, служившие для него источником вдохновения, также стали героями его книги. К ним относятся Яхья Кемаль Беятлы, Решат Экрем Кочу, Абдулхак Шинаси Хисар, Ахмет Расим и Ахмет Хамди Танпынар. К любимым западным писателям-путешественникам автора, посещавшим Стамбул и упомянутым в его книге, относятся Жерар де Нерваль, Теофиль Готье и Гюстав Флобер.
«Стамбул. Город воспоминаний» богат проиллюстрирован фотографиями, в том числе Ары Гюлера, работы которого Памук выбрал из-за их меланхоличной атмосферы. На нескольких фотографиях, включённых в книгу, запечатлён сам Памук, один или с членами своей семьи.